# آدریانو چووا
آدریانو چووا (به پرتغالی: Adriano Neves Pereira) مهاجم اهل برزیل است که در شهر Capão da Canoa، ریو گرانده جنوبی و در تاریخ ۲۴ مهٔ ۱۹۷۹ به دنیا آمده‌است.
آدریانو چووا در تیم‌های فوتبال Juventude سابقهٔ حضور دارد.